# 鲍氏节孝坊
鲍氏节孝坊位于安徽省黄山市歙县县城徽城镇上路街，已列为歙县文物保护单位。
鲍氏节孝坊是上路街的三座牌坊之一，系明天启六年（1626年）奉旨建坊，高10米，用于“旌表赠奉议大夫许立徳妻太宜人鮑氏贞节”。坊主鲍氏，鲍象贤之女，嫁到东关，大学士许国长子许立德为妻。二十四岁时，许立德去世，鲍氏自杀殉夫，为保母救止，又绝食6天，公婆劝她以抚养遗孤为重，于是吃素三十余年，去世时享年60岁。